# ヒロイン (河村隆一の曲)
『ヒロイン』は2009年2月4日にコロムビアミュージックエンタテインメントから発売された河村隆一14枚目のシングル。

## 概要
初回限定盤はDVD付。通常盤は収録曲1曲追加。5年間在籍したコロムビアミュージックエンタテインメントから最後のシングルとなった。

## 収録曲
特記以外作詞・作曲：河村隆一

### CD
1. ヒロイン
  - 作曲・編曲：織田哲郎
  - 2007年リリースのカバー・アルバム『evergreen anniversary edition』で河村が織田の「いつまでも変わらぬ愛を」を歌ったことから本作の共作へつながった。織田と河村は初共作で、「Love is...」以来2作目となる、作曲者に河村が表記されていない楽曲。
  - 河村の全作品中、最もプロモーション活動がされていない作品で、メディア露出はラジオに数件出演した他に目立った活動をしていない。これに関し2008年末～2009年にかけてのカウントダウンライブなどで河村は「もうテレビには出たくない」と発言している。
  - 2009年2月6日のフジテレビ系『とくダネ!』で司会の小倉智昭が「珠玉のバラードに仕上がっている」と紹介した。
2. 誰もかれも騎士（ナイト）
  - 作曲・編曲：織田哲郎
3. 緑の詩
  - 編曲：葉山拓亮
  - 通常盤のみ収録。2008年第34回主要国首脳会議の公式テーマソング。
  - 本楽曲のデモCDを洞爺湖サミット開催前に河村が直接当時の内閣官房長官だった町村信孝に手渡した。歌詞はサミットのテーマソングにふさわしく「環境保全・緑の星を永遠に」との内容である。
4. ヒロイン（for you）

### DVD　初回限定盤のみ
1. ヒロイン(promotion video)
  - ミュージック・ビデオに佐藤寛子が出演している。
2. ヒロイン(premium edition)